# 섭국
섭국은 강원특별자치도 영동지역의 향토음식으로 속초시 및 양양군과 고성군 지역에서 즐겨먹는 음식이다. 섭국이라는 이름은 강원특별자치도 지역 방언으로 홍합으로 끓여낸 국물요리로 홍합국을 뜻하며 섭이라는 말은 홍합의 강원특별자치도 지역 방언이다. 
강원특별자치도 영동지역은 동해와 접한 특성 때문에 해산물이 풍부하여서 해물요리가 많은 편인데 그 중에서 섭국은 홍합으로 끓여낸 강원특별자치도식 향토 국물요리로 주로 속초, 양양, 고성 지역에서 즐겨먹는다.

## 특징
고추장으로 맵게 양념하여 끓여낸 국물에 홍합이 들어간 요리로 시원하고 얼큰한 맛을 낸다. 

## 재료
섭(홍합), 된장, 고추장, 부추, 팽이버섯, 파, 고추, 다시마, 찹쌀가루, 계란 

## 만드는 법
홍합은 물에 씻어서 소금기를 제거하고 홍합살을 따로 발라놓으며 팽이버섯은 밑동을 잘라 손으로 찢어놓고 파와 고추는 어슷하게 썰어낸다. 
멸치와 다시마를 우려내어서 육수를 만들고 육수가 우려나면 멸치와 다시마를 건져내고 된장과 고추장을 풀어 양념을 해준다. 
여기에 홍합살을 넣고 찹쌀가루나 밀가루에 묻힌 부추를 넣고 걸쭉하게 끓여낸 뒤 팽이버섯, 고추, 파 등을 넣고 마지막에 계란을 넣는다. 